# Frăsuleni
Frăsuleni – wieś w Rumunii, w okręgu Jassy, w gminie Victoria. W 2011 roku liczyła 373 mieszkańców.